# Paradisaeidae
Las aves del paraíso (Paradisaeidae) son una familia de aves del orden Passeriformes, que se distribuyen por Oceanía, principalmente en Australia oriental y Papúa Nueva Guinea. 
Esta tiene 42 especies, distribuidos en 15 géneros diferentes. La mayoría de las especies se encuentran en Nueva Guinea, y de hecho un ave del paraíso aparece en la bandera de Papúa Nueva Guinea pero también se encuentran en Australia. En ocasiones se la considera dentro de la familia de aves llamada Corvidae.[cita requerida]
Los miembros de esta familia son quizás más conocidos por tener una mayoría de estos, un plumaje sumamente vistoso, al extremo de poderlo llamar en varios casos hasta extravagante, lo que se da en los machos de la especie, dado que estas especies son sexualmente dimórficas. Esta vistosidad se muestra en particular en las plumas muy largas y elaboradas que se extienden [dependiendo de la especie] desde el pico, las alas, la cola o la cabeza. Estas aves en su mayor parte están confinadas a un denso hábitat de selva tropical. La dieta de todas las especies está dominada por frutas y en menor medida por artrópodos. Las aves del paraíso tienen una variedad de sistemas de reproducción, que van desde la monogamia hasta la poligamia tipo lek, [2] … un tipo de competencia de machos, con algunos de los cuales se puede estar apareando una misma hembra. 
Lastimosamente, varias de estas especies están amenazadas por la caza y la pérdida de hábitat.

## Taxonomía y sistemática
- Lycocorax Bonaparte, 1853
  - Lycocorax pyrrhopterus (Bonaparte, 1850)
- Manucodia Boddaert, 1783
  - Manucodia ater (Lesson, 1830) 
  - Manucodia chalybatus (Forster, J.R., 1781) 
  - Manucodia comrii Sclater P.L. ,  1876 
  - Manucodia jobiensis Salvadori, 1876
- Phonygammus Lesson & Garnot, 1826
  - Phonygammus keraudrenii (Lesson, & Garnot 1826)
- Paradigalla Lesson, 1835
  - Paradigalla carunculata Lesson, 1835 
  - Paradigalla brevicauda Rothschild & Hartert, 1911
- Astrapia Vieillot, 1816
  - Astrapia nigra (Gmelin, 1788) 
  - Astrapia splendidissima Rothschild, 1895
  - Astrapia mayeri Stonor, 1939 
  - Astrapia stephaniae (Finsch & Meyer A.B., 1885) 
  - Astrapia rothschildi Foerster, 1906
- Parotia Vieillot, 1816
  - Parotia sefilata (Forster J.R., 1781) 
  - Parotia carolae Meyer A.B., 1894 
  - Parotia berlepschi Kleinschmidt, O, 1897
  - Parotia lawesii Ramsay E.P., 1885 
  - Parotia helenae De Vis, 1891[1]- No aceptada en ocasiones.[2]
  - Parotia wahnesi Rothschild, 1906
- Pteridophora Meyer A.B., 1894
  - Pteridophora alberti Meyer A.B., 1894
- Lophorina Vieillot, 1816
  - Lophorina superba (Forster J.R., 1781)
- Ptiloris Swainson, 1825
  - Ptiloris magnificus (Vieillot, 1819) 
  - Ptiloris intercedens Sharpe, 1882 
  - Ptiloris paradiseus Swainson, 1825 
  - Ptiloris victoriae Gould, 1850[3]- No aceptada en ocasiones.[2]
- Epimachus Cuvier, 1816 
  - Epimachus fastuosus (Hermann, 1783)
  - Epimachus meyeri Finsch & Meyer A.B., 1885
- Drepanornis Sclater, PL, 1873
  - Drepanornis albertisi (Sclater,P.L. 1873)  - Incluida en ocasiones junto con Epimachus bruijnii en su propio género: Drepanornis.[4]
  - Drepanornis bruijnii Oustalet, 1879 - Incluida en ocasiones junto con Epimachus albertisi en su propio género: Drepanornis.[4]
- Diphyllodes Lesson, 1834
  - Cicinnurus magnificus (Forster J.R., 1781) - Incluida en ocasiones junto con Cicinnurus respublica en su propio género: Diphyllodes.[4]
  - Cicinnurus respublica (Bonaparte, 1850) - Incluida en ocasiones junto con Cicinnurus magnificus en su propio género: Diphyllodes.[4]
- Cicinnurus Vieillot, 1816
  - Cicinnurus regius (Linnaeus, 1758)
- Semioptera Gray G.R., 1859
  - Semioptera wallacii Gray G.R., 1859
- Seleucidis Lesson, 1834
  - Seleucidis melanoleucus (Daudin, 1800)
- Paradisaea Linnaeus, 1758
  - Paradisaea rubra Daudin, 1800 
  - Paradisaea minor Shaw, 1809
  - Paradisaea apoda Linnaeus, 1758
  - Paradisaea raggiana P.L. Sclater, 1873 
  - Paradisaea decora Salvin & Godman, 1883
  - Paradisaea guilielmi Cabanis, 1888
  - Paradisaea rudolphi (Finsch & Meyer A.B., 1885)

## Filogenia
Martin Irestedt y colaboradores han determinado una filogenia a nivel de género de la familia.

|  | Lycocorax – (2 especies)                                               |
|  |                                                                        |
|  | \| \| Phonygammus \| \| \| \| \| \| Manucodia (5 especies) \| \| \| \| |
|  |                                                                        |
|  | Phonygammus                                                            |
|  |                                                                        |
|  | Manucodia (5 especies)                                                 |
|  |                                                                        |

|  | Phonygammus            |
|  |                        |
|  | Manucodia (5 especies) |
|  |                        |

|  | Pteridophora         |
|  |                      |
|  | Parotia (6 especies) |
|  |                      |

|  | Seleucidis               |
|  |                          |
|  | Drepanornis (2 especies) |
|  |                          |

|  | Semioptera                                                                       |
|  |                                                                                  |
|  | \| \| Lophorina (3 especies) \| \| \| \| \| \| Ptiloris (4 especies) \| \| \| \| |
|  |                                                                                  |
|  | Lophorina (3 especies)                                                           |
|  |                                                                                  |
|  | Ptiloris (4 especies)                                                            |
|  |                                                                                  |

|  | Lophorina (3 especies) |
|  |                        |
|  | Ptiloris (4 especies)  |
|  |                        |

|  | Seleucidis               |
|  |                          |
|  | Drepanornis (2 especies) |
|  |                          |

|  | Semioptera                                                                       |
|  |                                                                                  |
|  | \| \| Lophorina (3 especies) \| \| \| \| \| \| Ptiloris (4 especies) \| \| \| \| |
|  |                                                                                  |
|  | Lophorina (3 especies)                                                           |
|  |                                                                                  |
|  | Ptiloris (4 especies)                                                            |
|  |                                                                                  |

|  | Lophorina (3 especies) |
|  |                        |
|  | Ptiloris (4 especies)  |
|  |                        |

|  | Epimachus (2 especies)                                                             |
|  |                                                                                    |
|  | \| \| Paradigalla (2 especies) \| \| \| \| \| \| Astrapia (5 especies) \| \| \| \| |
|  |                                                                                    |
|  | Paradigalla (2 especies)                                                           |
|  |                                                                                    |
|  | Astrapia (5 especies)                                                              |
|  |                                                                                    |

|  | Paradigalla (2 especies) |
|  |                          |
|  | Astrapia (5 especies)    |
|  |                          |

|  | Cicinnurus               |
|  |                          |
|  | Diphyllodes (2 especies) |
|  |                          |

|  | Paradisornis            |
|  |                         |
|  | Paradisaea (6 especies) |
|  |                         |

|  | Cicinnurus               |
|  |                          |
|  | Diphyllodes (2 especies) |
|  |                          |

|  | Paradisornis            |
|  |                         |
|  | Paradisaea (6 especies) |
|  |                         |

|  | Epimachus (2 especies)                                                             |
|  |                                                                                    |
|  | \| \| Paradigalla (2 especies) \| \| \| \| \| \| Astrapia (5 especies) \| \| \| \| |
|  |                                                                                    |
|  | Paradigalla (2 especies)                                                           |
|  |                                                                                    |
|  | Astrapia (5 especies)                                                              |
|  |                                                                                    |

|  | Paradigalla (2 especies) |
|  |                          |
|  | Astrapia (5 especies)    |
|  |                          |

|  | Cicinnurus               |
|  |                          |
|  | Diphyllodes (2 especies) |
|  |                          |

|  | Paradisornis            |
|  |                         |
|  | Paradisaea (6 especies) |
|  |                         |

|  | Cicinnurus               |
|  |                          |
|  | Diphyllodes (2 especies) |
|  |                          |

|  | Paradisornis            |
|  |                         |
|  | Paradisaea (6 especies) |
|  |                         |

|  | Seleucidis               |
|  |                          |
|  | Drepanornis (2 especies) |
|  |                          |

|  | Semioptera                                                                       |
|  |                                                                                  |
|  | \| \| Lophorina (3 especies) \| \| \| \| \| \| Ptiloris (4 especies) \| \| \| \| |
|  |                                                                                  |
|  | Lophorina (3 especies)                                                           |
|  |                                                                                  |
|  | Ptiloris (4 especies)                                                            |
|  |                                                                                  |

|  | Lophorina (3 especies) |
|  |                        |
|  | Ptiloris (4 especies)  |
|  |                        |

|  | Seleucidis               |
|  |                          |
|  | Drepanornis (2 especies) |
|  |                          |

|  | Semioptera                                                                       |
|  |                                                                                  |
|  | \| \| Lophorina (3 especies) \| \| \| \| \| \| Ptiloris (4 especies) \| \| \| \| |
|  |                                                                                  |
|  | Lophorina (3 especies)                                                           |
|  |                                                                                  |
|  | Ptiloris (4 especies)                                                            |
|  |                                                                                  |

|  | Lophorina (3 especies) |
|  |                        |
|  | Ptiloris (4 especies)  |
|  |                        |

|  | Epimachus (2 especies)                                                             |
|  |                                                                                    |
|  | \| \| Paradigalla (2 especies) \| \| \| \| \| \| Astrapia (5 especies) \| \| \| \| |
|  |                                                                                    |
|  | Paradigalla (2 especies)                                                           |
|  |                                                                                    |
|  | Astrapia (5 especies)                                                              |
|  |                                                                                    |

|  | Paradigalla (2 especies) |
|  |                          |
|  | Astrapia (5 especies)    |
|  |                          |

|  | Cicinnurus               |
|  |                          |
|  | Diphyllodes (2 especies) |
|  |                          |

|  | Paradisornis            |
|  |                         |
|  | Paradisaea (6 especies) |
|  |                         |

|  | Cicinnurus               |
|  |                          |
|  | Diphyllodes (2 especies) |
|  |                          |

|  | Paradisornis            |
|  |                         |
|  | Paradisaea (6 especies) |
|  |                         |

|  | Epimachus (2 especies)                                                             |
|  |                                                                                    |
|  | \| \| Paradigalla (2 especies) \| \| \| \| \| \| Astrapia (5 especies) \| \| \| \| |
|  |                                                                                    |
|  | Paradigalla (2 especies)                                                           |
|  |                                                                                    |
|  | Astrapia (5 especies)                                                              |
|  |                                                                                    |

|  | Paradigalla (2 especies) |
|  |                          |
|  | Astrapia (5 especies)    |
|  |                          |

|  | Cicinnurus               |
|  |                          |
|  | Diphyllodes (2 especies) |
|  |                          |

|  | Paradisornis            |
|  |                         |
|  | Paradisaea (6 especies) |
|  |                         |

|  | Cicinnurus               |
|  |                          |
|  | Diphyllodes (2 especies) |
|  |                          |

|  | Paradisornis            |
|  |                         |
|  | Paradisaea (6 especies) |
|  |                         |

|  | Pteridophora         |
|  |                      |
|  | Parotia (6 especies) |
|  |                      |

|  | Seleucidis               |
|  |                          |
|  | Drepanornis (2 especies) |
|  |                          |

|  | Semioptera                                                                       |
|  |                                                                                  |
|  | \| \| Lophorina (3 especies) \| \| \| \| \| \| Ptiloris (4 especies) \| \| \| \| |
|  |                                                                                  |
|  | Lophorina (3 especies)                                                           |
|  |                                                                                  |
|  | Ptiloris (4 especies)                                                            |
|  |                                                                                  |

|  | Lophorina (3 especies) |
|  |                        |
|  | Ptiloris (4 especies)  |
|  |                        |

|  | Seleucidis               |
|  |                          |
|  | Drepanornis (2 especies) |
|  |                          |

|  | Semioptera                                                                       |
|  |                                                                                  |
|  | \| \| Lophorina (3 especies) \| \| \| \| \| \| Ptiloris (4 especies) \| \| \| \| |
|  |                                                                                  |
|  | Lophorina (3 especies)                                                           |
|  |                                                                                  |
|  | Ptiloris (4 especies)                                                            |
|  |                                                                                  |

|  | Lophorina (3 especies) |
|  |                        |
|  | Ptiloris (4 especies)  |
|  |                        |

|  | Epimachus (2 especies)                                                             |
|  |                                                                                    |
|  | \| \| Paradigalla (2 especies) \| \| \| \| \| \| Astrapia (5 especies) \| \| \| \| |
|  |                                                                                    |
|  | Paradigalla (2 especies)                                                           |
|  |                                                                                    |
|  | Astrapia (5 especies)                                                              |
|  |                                                                                    |

|  | Paradigalla (2 especies) |
|  |                          |
|  | Astrapia (5 especies)    |
|  |                          |

|  | Cicinnurus               |
|  |                          |
|  | Diphyllodes (2 especies) |
|  |                          |

|  | Paradisornis            |
|  |                         |
|  | Paradisaea (6 especies) |
|  |                         |

|  | Cicinnurus               |
|  |                          |
|  | Diphyllodes (2 especies) |
|  |                          |

|  | Paradisornis            |
|  |                         |
|  | Paradisaea (6 especies) |
|  |                         |

|  | Epimachus (2 especies)                                                             |
|  |                                                                                    |
|  | \| \| Paradigalla (2 especies) \| \| \| \| \| \| Astrapia (5 especies) \| \| \| \| |
|  |                                                                                    |
|  | Paradigalla (2 especies)                                                           |
|  |                                                                                    |
|  | Astrapia (5 especies)                                                              |
|  |                                                                                    |

|  | Paradigalla (2 especies) |
|  |                          |
|  | Astrapia (5 especies)    |
|  |                          |

|  | Cicinnurus               |
|  |                          |
|  | Diphyllodes (2 especies) |
|  |                          |

|  | Paradisornis            |
|  |                         |
|  | Paradisaea (6 especies) |
|  |                         |

|  | Cicinnurus               |
|  |                          |
|  | Diphyllodes (2 especies) |
|  |                          |

|  | Paradisornis            |
|  |                         |
|  | Paradisaea (6 especies) |
|  |                         |

|  | Seleucidis               |
|  |                          |
|  | Drepanornis (2 especies) |
|  |                          |

|  | Semioptera                                                                       |
|  |                                                                                  |
|  | \| \| Lophorina (3 especies) \| \| \| \| \| \| Ptiloris (4 especies) \| \| \| \| |
|  |                                                                                  |
|  | Lophorina (3 especies)                                                           |
|  |                                                                                  |
|  | Ptiloris (4 especies)                                                            |
|  |                                                                                  |

|  | Lophorina (3 especies) |
|  |                        |
|  | Ptiloris (4 especies)  |
|  |                        |

|  | Seleucidis               |
|  |                          |
|  | Drepanornis (2 especies) |
|  |                          |

|  | Semioptera                                                                       |
|  |                                                                                  |
|  | \| \| Lophorina (3 especies) \| \| \| \| \| \| Ptiloris (4 especies) \| \| \| \| |
|  |                                                                                  |
|  | Lophorina (3 especies)                                                           |
|  |                                                                                  |
|  | Ptiloris (4 especies)                                                            |
|  |                                                                                  |

|  | Lophorina (3 especies) |
|  |                        |
|  | Ptiloris (4 especies)  |
|  |                        |

|  | Epimachus (2 especies)                                                             |
|  |                                                                                    |
|  | \| \| Paradigalla (2 especies) \| \| \| \| \| \| Astrapia (5 especies) \| \| \| \| |
|  |                                                                                    |
|  | Paradigalla (2 especies)                                                           |
|  |                                                                                    |
|  | Astrapia (5 especies)                                                              |
|  |                                                                                    |

|  | Paradigalla (2 especies) |
|  |                          |
|  | Astrapia (5 especies)    |
|  |                          |

|  | Cicinnurus               |
|  |                          |
|  | Diphyllodes (2 especies) |
|  |                          |

|  | Paradisornis            |
|  |                         |
|  | Paradisaea (6 especies) |
|  |                         |

|  | Cicinnurus               |
|  |                          |
|  | Diphyllodes (2 especies) |
|  |                          |

|  | Paradisornis            |
|  |                         |
|  | Paradisaea (6 especies) |
|  |                         |

|  | Epimachus (2 especies)                                                             |
|  |                                                                                    |
|  | \| \| Paradigalla (2 especies) \| \| \| \| \| \| Astrapia (5 especies) \| \| \| \| |
|  |                                                                                    |
|  | Paradigalla (2 especies)                                                           |
|  |                                                                                    |
|  | Astrapia (5 especies)                                                              |
|  |                                                                                    |

|  | Paradigalla (2 especies) |
|  |                          |
|  | Astrapia (5 especies)    |
|  |                          |

|  | Cicinnurus               |
|  |                          |
|  | Diphyllodes (2 especies) |
|  |                          |

|  | Paradisornis            |
|  |                         |
|  | Paradisaea (6 especies) |
|  |                         |

|  | Cicinnurus               |
|  |                          |
|  | Diphyllodes (2 especies) |
|  |                          |

|  | Paradisornis            |
|  |                         |
|  | Paradisaea (6 especies) |
|  |                         |

|  | Lycocorax – (2 especies)                                               |
|  |                                                                        |
|  | \| \| Phonygammus \| \| \| \| \| \| Manucodia (5 especies) \| \| \| \| |
|  |                                                                        |
|  | Phonygammus                                                            |
|  |                                                                        |
|  | Manucodia (5 especies)                                                 |
|  |                                                                        |

|  | Phonygammus            |
|  |                        |
|  | Manucodia (5 especies) |
|  |                        |

|  | Pteridophora         |
|  |                      |
|  | Parotia (6 especies) |
|  |                      |

|  | Seleucidis               |
|  |                          |
|  | Drepanornis (2 especies) |
|  |                          |

|  | Semioptera                                                                       |
|  |                                                                                  |
|  | \| \| Lophorina (3 especies) \| \| \| \| \| \| Ptiloris (4 especies) \| \| \| \| |
|  |                                                                                  |
|  | Lophorina (3 especies)                                                           |
|  |                                                                                  |
|  | Ptiloris (4 especies)                                                            |
|  |                                                                                  |

|  | Lophorina (3 especies) |
|  |                        |
|  | Ptiloris (4 especies)  |
|  |                        |

|  | Seleucidis               |
|  |                          |
|  | Drepanornis (2 especies) |
|  |                          |

|  | Semioptera                                                                       |
|  |                                                                                  |
|  | \| \| Lophorina (3 especies) \| \| \| \| \| \| Ptiloris (4 especies) \| \| \| \| |
|  |                                                                                  |
|  | Lophorina (3 especies)                                                           |
|  |                                                                                  |
|  | Ptiloris (4 especies)                                                            |
|  |                                                                                  |

|  | Lophorina (3 especies) |
|  |                        |
|  | Ptiloris (4 especies)  |
|  |                        |

|  | Epimachus (2 especies)                                                             |
|  |                                                                                    |
|  | \| \| Paradigalla (2 especies) \| \| \| \| \| \| Astrapia (5 especies) \| \| \| \| |
|  |                                                                                    |
|  | Paradigalla (2 especies)                                                           |
|  |                                                                                    |
|  | Astrapia (5 especies)                                                              |
|  |                                                                                    |

|  | Paradigalla (2 especies) |
|  |                          |
|  | Astrapia (5 especies)    |
|  |                          |

|  | Cicinnurus               |
|  |                          |
|  | Diphyllodes (2 especies) |
|  |                          |

|  | Paradisornis            |
|  |                         |
|  | Paradisaea (6 especies) |
|  |                         |

|  | Cicinnurus               |
|  |                          |
|  | Diphyllodes (2 especies) |
|  |                          |

|  | Paradisornis            |
|  |                         |
|  | Paradisaea (6 especies) |
|  |                         |

|  | Epimachus (2 especies)                                                             |
|  |                                                                                    |
|  | \| \| Paradigalla (2 especies) \| \| \| \| \| \| Astrapia (5 especies) \| \| \| \| |
|  |                                                                                    |
|  | Paradigalla (2 especies)                                                           |
|  |                                                                                    |
|  | Astrapia (5 especies)                                                              |
|  |                                                                                    |

|  | Paradigalla (2 especies) |
|  |                          |
|  | Astrapia (5 especies)    |
|  |                          |

|  | Cicinnurus               |
|  |                          |
|  | Diphyllodes (2 especies) |
|  |                          |

|  | Paradisornis            |
|  |                         |
|  | Paradisaea (6 especies) |
|  |                         |

|  | Cicinnurus               |
|  |                          |
|  | Diphyllodes (2 especies) |
|  |                          |

|  | Paradisornis            |
|  |                         |
|  | Paradisaea (6 especies) |
|  |                         |

|  | Seleucidis               |
|  |                          |
|  | Drepanornis (2 especies) |
|  |                          |

|  | Semioptera                                                                       |
|  |                                                                                  |
|  | \| \| Lophorina (3 especies) \| \| \| \| \| \| Ptiloris (4 especies) \| \| \| \| |
|  |                                                                                  |
|  | Lophorina (3 especies)                                                           |
|  |                                                                                  |
|  | Ptiloris (4 especies)                                                            |
|  |                                                                                  |

|  | Lophorina (3 especies) |
|  |                        |
|  | Ptiloris (4 especies)  |
|  |                        |

|  | Seleucidis               |
|  |                          |
|  | Drepanornis (2 especies) |
|  |                          |

|  | Semioptera                                                                       |
|  |                                                                                  |
|  | \| \| Lophorina (3 especies) \| \| \| \| \| \| Ptiloris (4 especies) \| \| \| \| |
|  |                                                                                  |
|  | Lophorina (3 especies)                                                           |
|  |                                                                                  |
|  | Ptiloris (4 especies)                                                            |
|  |                                                                                  |

|  | Lophorina (3 especies) |
|  |                        |
|  | Ptiloris (4 especies)  |
|  |                        |

|  | Epimachus (2 especies)                                                             |
|  |                                                                                    |
|  | \| \| Paradigalla (2 especies) \| \| \| \| \| \| Astrapia (5 especies) \| \| \| \| |
|  |                                                                                    |
|  | Paradigalla (2 especies)                                                           |
|  |                                                                                    |
|  | Astrapia (5 especies)                                                              |
|  |                                                                                    |

|  | Paradigalla (2 especies) |
|  |                          |
|  | Astrapia (5 especies)    |
|  |                          |

|  | Cicinnurus               |
|  |                          |
|  | Diphyllodes (2 especies) |
|  |                          |

|  | Paradisornis            |
|  |                         |
|  | Paradisaea (6 especies) |
|  |                         |

|  | Cicinnurus               |
|  |                          |
|  | Diphyllodes (2 especies) |
|  |                          |

|  | Paradisornis            |
|  |                         |
|  | Paradisaea (6 especies) |
|  |                         |

|  | Epimachus (2 especies)                                                             |
|  |                                                                                    |
|  | \| \| Paradigalla (2 especies) \| \| \| \| \| \| Astrapia (5 especies) \| \| \| \| |
|  |                                                                                    |
|  | Paradigalla (2 especies)                                                           |
|  |                                                                                    |
|  | Astrapia (5 especies)                                                              |
|  |                                                                                    |

|  | Paradigalla (2 especies) |
|  |                          |
|  | Astrapia (5 especies)    |
|  |                          |

|  | Cicinnurus               |
|  |                          |
|  | Diphyllodes (2 especies) |
|  |                          |

|  | Paradisornis            |
|  |                         |
|  | Paradisaea (6 especies) |
|  |                         |

|  | Cicinnurus               |
|  |                          |
|  | Diphyllodes (2 especies) |
|  |                          |

|  | Paradisornis            |
|  |                         |
|  | Paradisaea (6 especies) |
|  |                         |

|  | Pteridophora         |
|  |                      |
|  | Parotia (6 especies) |
|  |                      |

|  | Seleucidis               |
|  |                          |
|  | Drepanornis (2 especies) |
|  |                          |

|  | Semioptera                                                                       |
|  |                                                                                  |
|  | \| \| Lophorina (3 especies) \| \| \| \| \| \| Ptiloris (4 especies) \| \| \| \| |
|  |                                                                                  |
|  | Lophorina (3 especies)                                                           |
|  |                                                                                  |
|  | Ptiloris (4 especies)                                                            |
|  |                                                                                  |

|  | Lophorina (3 especies) |
|  |                        |
|  | Ptiloris (4 especies)  |
|  |                        |

|  | Seleucidis               |
|  |                          |
|  | Drepanornis (2 especies) |
|  |                          |

|  | Semioptera                                                                       |
|  |                                                                                  |
|  | \| \| Lophorina (3 especies) \| \| \| \| \| \| Ptiloris (4 especies) \| \| \| \| |
|  |                                                                                  |
|  | Lophorina (3 especies)                                                           |
|  |                                                                                  |
|  | Ptiloris (4 especies)                                                            |
|  |                                                                                  |

|  | Lophorina (3 especies) |
|  |                        |
|  | Ptiloris (4 especies)  |
|  |                        |

|  | Epimachus (2 especies)                                                             |
|  |                                                                                    |
|  | \| \| Paradigalla (2 especies) \| \| \| \| \| \| Astrapia (5 especies) \| \| \| \| |
|  |                                                                                    |
|  | Paradigalla (2 especies)                                                           |
|  |                                                                                    |
|  | Astrapia (5 especies)                                                              |
|  |                                                                                    |

|  | Paradigalla (2 especies) |
|  |                          |
|  | Astrapia (5 especies)    |
|  |                          |

|  | Cicinnurus               |
|  |                          |
|  | Diphyllodes (2 especies) |
|  |                          |

|  | Paradisornis            |
|  |                         |
|  | Paradisaea (6 especies) |
|  |                         |

|  | Cicinnurus               |
|  |                          |
|  | Diphyllodes (2 especies) |
|  |                          |

|  | Paradisornis            |
|  |                         |
|  | Paradisaea (6 especies) |
|  |                         |

|  | Epimachus (2 especies)                                                             |
|  |                                                                                    |
|  | \| \| Paradigalla (2 especies) \| \| \| \| \| \| Astrapia (5 especies) \| \| \| \| |
|  |                                                                                    |
|  | Paradigalla (2 especies)                                                           |
|  |                                                                                    |
|  | Astrapia (5 especies)                                                              |
|  |                                                                                    |

|  | Paradigalla (2 especies) |
|  |                          |
|  | Astrapia (5 especies)    |
|  |                          |

|  | Cicinnurus               |
|  |                          |
|  | Diphyllodes (2 especies) |
|  |                          |

|  | Paradisornis            |
|  |                         |
|  | Paradisaea (6 especies) |
|  |                         |

|  | Cicinnurus               |
|  |                          |
|  | Diphyllodes (2 especies) |
|  |                          |

|  | Paradisornis            |
|  |                         |
|  | Paradisaea (6 especies) |
|  |                         |

|  | Seleucidis               |
|  |                          |
|  | Drepanornis (2 especies) |
|  |                          |

|  | Semioptera                                                                       |
|  |                                                                                  |
|  | \| \| Lophorina (3 especies) \| \| \| \| \| \| Ptiloris (4 especies) \| \| \| \| |
|  |                                                                                  |
|  | Lophorina (3 especies)                                                           |
|  |                                                                                  |
|  | Ptiloris (4 especies)                                                            |
|  |                                                                                  |

|  | Lophorina (3 especies) |
|  |                        |
|  | Ptiloris (4 especies)  |
|  |                        |

|  | Seleucidis               |
|  |                          |
|  | Drepanornis (2 especies) |
|  |                          |

|  | Semioptera                                                                       |
|  |                                                                                  |
|  | \| \| Lophorina (3 especies) \| \| \| \| \| \| Ptiloris (4 especies) \| \| \| \| |
|  |                                                                                  |
|  | Lophorina (3 especies)                                                           |
|  |                                                                                  |
|  | Ptiloris (4 especies)                                                            |
|  |                                                                                  |

|  | Lophorina (3 especies) |
|  |                        |
|  | Ptiloris (4 especies)  |
|  |                        |

|  | Epimachus (2 especies)                                                             |
|  |                                                                                    |
|  | \| \| Paradigalla (2 especies) \| \| \| \| \| \| Astrapia (5 especies) \| \| \| \| |
|  |                                                                                    |
|  | Paradigalla (2 especies)                                                           |
|  |                                                                                    |
|  | Astrapia (5 especies)                                                              |
|  |                                                                                    |

|  | Paradigalla (2 especies) |
|  |                          |
|  | Astrapia (5 especies)    |
|  |                          |

|  | Cicinnurus               |
|  |                          |
|  | Diphyllodes (2 especies) |
|  |                          |

|  | Paradisornis            |
|  |                         |
|  | Paradisaea (6 especies) |
|  |                         |

|  | Cicinnurus               |
|  |                          |
|  | Diphyllodes (2 especies) |
|  |                          |

|  | Paradisornis            |
|  |                         |
|  | Paradisaea (6 especies) |
|  |                         |

|  | Epimachus (2 especies)                                                             |
|  |                                                                                    |
|  | \| \| Paradigalla (2 especies) \| \| \| \| \| \| Astrapia (5 especies) \| \| \| \| |
|  |                                                                                    |
|  | Paradigalla (2 especies)                                                           |
|  |                                                                                    |
|  | Astrapia (5 especies)                                                              |
|  |                                                                                    |

|  | Paradigalla (2 especies) |
|  |                          |
|  | Astrapia (5 especies)    |
|  |                          |

|  | Cicinnurus               |
|  |                          |
|  | Diphyllodes (2 especies) |
|  |                          |

|  | Paradisornis            |
|  |                         |
|  | Paradisaea (6 especies) |
|  |                         |

|  | Cicinnurus               |
|  |                          |
|  | Diphyllodes (2 especies) |
|  |                          |

|  | Paradisornis            |
|  |                         |
|  | Paradisaea (6 especies) |
|  |                         |

## Distribución geográfica y hábitat
El centro de la diversidad de las aves del paraíso es la gran isla de Nueva Guinea; todos los géneros excepto dos se encuentran en Nueva Guinea. Los otros dos son los géneros monotípicos Lycocorax y Semioptera, ambos endémicos de las islas Maluku, al oeste de Nueva Guinea. De los pájaros del género Ptiloris, dos son endémicos de los bosques costeros del este de Australia, uno se da tanto en Australia como en Nueva Guinea y otro sólo se encuentra en Nueva Guinea. El único otro género que tiene una especie fuera de Nueva Guinea es Phonygammus, uno de cuyos representantes se encuentra en el extremo norte de Queensland. El resto de especies están restringidas a Nueva Guinea y algunas de las islas circundantes. Muchas especies tienen áreas de distribución muy reducidas, sobre todo aquellas con tipos de hábitat restringidos, como los bosques montanos medios (como el ave del paraíso fastuosa Epimachus fastosus) o endemismos insulares (como el ave de paraíso republicana  Cicinnurus respublica).
La mayoría de las aves del paraíso viven en bosques tropicales, incluidos bosques húmedos, pantanos y bosques de musgo, y casi todas habitan en árboles solitarios. Se han registrado varias especies en manglares costeros. La especie más meridional, el ave del paraíso festoneada Ptiloris paradiseus, vive en bosques húmedos subtropicales y templados. Como grupo, los manucodia son los más plásticos en sus requisitos de hábitat; en particular, el ave del paraíso negra  Manucodia ater, que habita tanto en bosques como en sabanas abiertas. Los hábitats montanos medios son los más comúnmente ocupados, con treinta de las cuarenta especies presentes en la franja altitudinal de 1000-2000 m.

## Híbridos
Las aves del paraíso híbridas pueden darse cuando individuos de diferentes especies, que parecen similares y tienen áreas de distribución superpuestas, se confunden entre sí con su propia especie y se cruzan.
Cuando Erwin Stresemann se dio cuenta de que la hibridación entre aves del paraíso podría ser una explicación de por qué tantas de las especies descritas eran tan raras, examinó muchos especímenes controvertidos y, durante las décadas de 1920 y 1930, publicó varios artículos sobre su hipótesis. Muchas de las especies descritas a fines del siglo XIX y principios del XX ahora se consideran generalmente híbridas, aunque algunas aún están sujetas a disputa; no es probable que su estatus se resuelva definitivamente sin el examen genético de especímenes de museo, pensado para realizarse en el verano de 2021 en América del Norte, América del Sur, África, Europa, Asia y Australia, y algunas aves en un aviario en el Zoológico de Central Park de Nueva York.

## Comportamiento y ecología

### Dieta y alimentación

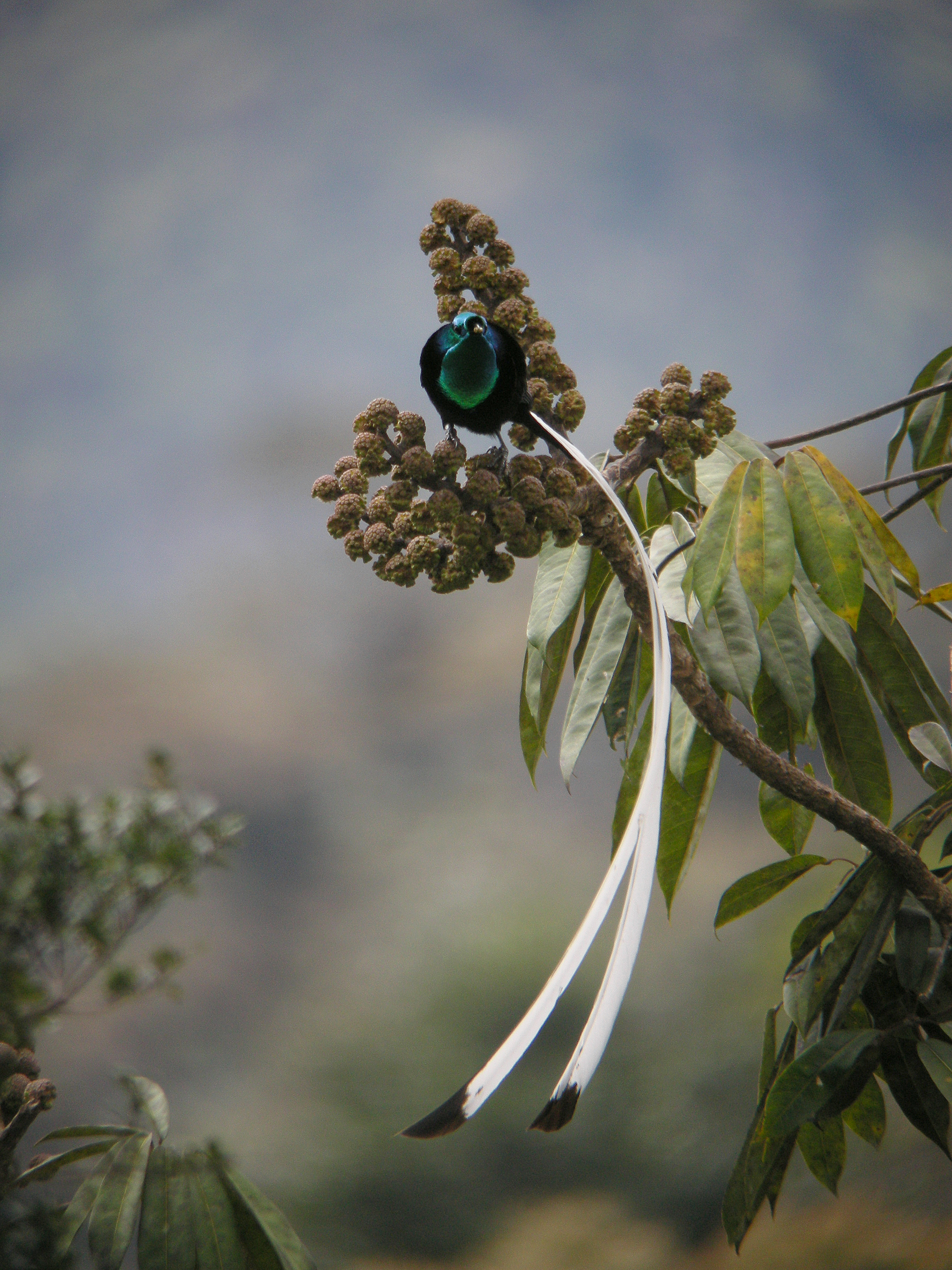
Los frutos del género Heptapleurum son una parte importante de la dieta de la astrapia de cola de cinta.

La dieta de las aves del paraíso está dominada por frutas y artrópodos, aunque también pueden ingerir pequeñas cantidades de néctar y pequeños vertebrados. La proporción de los dos tipos de alimentos varía según la especie, predominando la fruta en algunas especies y los artrópodos dominando la dieta en otras. La proporción de los dos afectará otros aspectos del comportamiento de la especie; por ejemplo, las especies frugívoras tienden a alimentarse en el dosel del bosque, mientras que los insectívoros pueden alimentarse más abajo, en el estrato medio. Los frugívoros son más sociales que los insectívoros, que son más solitarios y territoriales.
Incluso las aves del paraíso que se alimentan principalmente de insectos siguen ingiriendo grandes cantidades de fruta. En general, la familia es un importante dispersor de semillas para los bosques de Nueva Guinea, ya que no digieren las semillas. Las especies que se alimentan de frutas se desplazan ampliamente en busca de frutas y, si bien pueden unirse a otras especies frugívoras en un árbol frutal, no se asociarán con ellas de otra manera y no permanecerán con otras especies por mucho tiempo. La fruta se come mientras están posadas y no en el aire, y las aves del paraíso pueden usar sus patas como herramientas para manipular y sostener su comida, lo que les permite extraer ciertos frutos capsulares. Existe cierta diferenciación de nichos en la elección de frutas por especie y cualquier especie solo consumirá un número limitado de tipos de frutas en comparación con la gran variedad disponible. Por ejemplo, el manucode trompeta y el manucode de collar arrugado comen principalmente higos, mientras que la parotia de Lawes se centra principalmente en las bayas y la lophorina mayor y la ave del paraíso raggiana comen principalmente frutos capsulares.

## Relación con los humanos

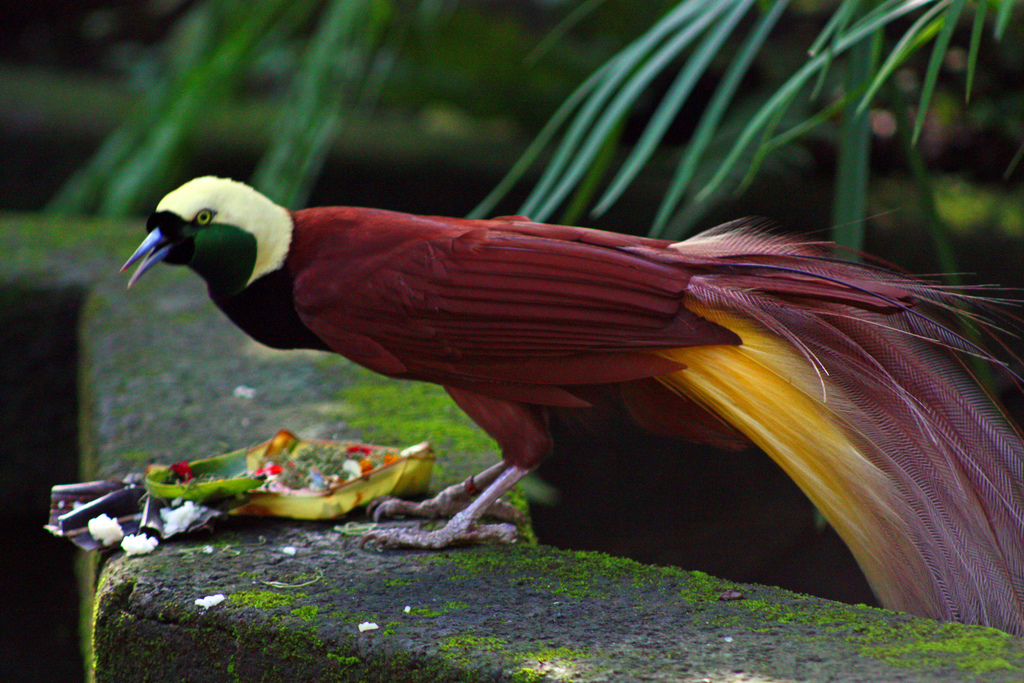
Un ejemplar macho del ave del paraíso mayor, Paradisaea apoda.

Las sociedades de Nueva Guinea suelen utilizar plumas de ave del paraíso en sus vestimentas y rituales, y las plumas eran populares en Europa en siglos pasados como adorno para los sombreros de las mujeres. La caza de plumas y la destrucción del hábitat han reducido algunas especies a la categoría de en peligro de extinción; la destrucción del hábitat debido a la deforestación es ahora la amenaza predominante.
Los más conocidos son los miembros del género Paradisaea, incluida la especie tipo, la ave del paraíso mayor, Paradisaea apoda. Esta especie fue descrita a partir de especímenes traídos a Europa de expediciones comerciales a principios del siglo XVI. Estos especímenes habían sido preparados por comerciantes nativos quitándoles las alas y las patas para que pudieran usarse como decoración. Esto no era conocido por los exploradores y, a falta de información, surgieron muchas creencias sobre ellos. Durante un tiempo se pensó que eran el mítico fénix. La falta de patas y alas de las pieles llevó a la creencia de que las aves nunca aterrizaban, sino que se mantenían en el aire permanentemente gracias a sus plumas. Los primeros europeos que encontraron sus pieles fueron los viajeros de la circunnavegación de la Tierra de Fernando de Magallanes. Antonio Pigafetta escribió que «la gente nos decía que esas aves provenían del paraíso terrestre, y las llamaban bolon diuata, es decir, 'aves de Dios'». Este es el origen tanto del nombre «ave del paraíso» como del nombre específico apoda, sin patas.   Un relato alternativo de Maximilianus Transylvanus utilizó el término Mamuco Diata, una variante de Manucodiata, que se utilizó como sinónimo de aves del paraíso hasta el siglo XIX.